# 보안관찰법
보안관찰법(保安觀察法)은 특정범죄를 범한 자에 대하여 재범의 위험성을 예방하고 건전한 사회복귀를 촉진하기 위하여 보안관찰처분을 함으로써 국가의 안전과 사회의 안녕을 유지함을 목적으로 하는 대한민국의 법이다.
보안처분대상자는 ①형법상의 내란·외환죄 ②군 형법상의 반란·이적죄 ③국가보안법상의 반국가단체구성죄, 목적수행죄, 자진지원·금품수수죄, 잠입·탈출죄, 찬양·고무죄, 회합·통신죄, 편의제공죄를 지어 금고(禁錮) 이상의 형을 받고 그 집행을 받은 사실이 있는 자들로 구성된다.
보안처분은 검사의 청구에 의해 법무부장관이 보안처분심의위원회의 의결을 거쳐 결정하고 기간은 2년이며 경신할 수 있다.
그밖에 보안처분의 종류인 보호관찰·주거제한·보안감호와 보안처분의 면제·행정소송·보안처분심의위원회·벌칙 등에 관해 규정하고 있다.